# 鄭子厨
鄭子厨（英語：Billy Cheng Tsz Chu，1980年5月2日—），前香港跳繩代表隊總教練，於2007年或之前擔任中國香港跳繩總會初級花式及速度賽裁判。他是全港首位全職花式跳繩教練，過去多年一直推動本地花式跳繩運動的發展。亦曾經帶隊參加首次在香港舉行的「第五屆亞洲跳繩賽」期間，疑在香港中文大學的舍堂內與十三歲參賽男童單獨共處時，涉嫌替該名男童手淫，結果被警方拘捕，控以一項非禮罪名。

## 背景
鄭子厨於香港新界北區打鼓嶺一帶長大。早年畢業於打鼓嶺明愛幼稚園、打鼓嶺嶺英公立學校（1993年第35屆）和基督教香港信義會心誠中學，後入讀香港公開大學。他於1998年由箭術運動員轉為跳繩教練，擔任過香港跳繩學院院長。在2009年帶領香港跳繩代表隊在「第五屆亞洲跳繩賽」中奪得24金、26銀以及23銅的成績。此外，他亦曾指導世界冠軍跳繩隊伍「Skipper'z」，在2006年的「第六屆世界跳繩比賽」中獲得香港第一面跳繩項目的世界性賽事金牌。
鄭子厨曾牽涉入一宗兒童非禮案。他於2009年7月25日擔任第五屆亞洲跳繩比賽香港代表隊總教練期間被指在香港中文大學國際生舍堂內非禮一名十二歲男童。時任香港中文大學體育系高級導師沈健威在同年8月12日約見男童了解情況後通知其母親。男童母親其後控告鄭子厨非禮。翌年6月28日，有關案件在粉嶺裁判法院開審。當時裁判官鄭紀航裁定鄭子厨非禮罪表證成立。最終，由於裁判官認為男童的口供不可靠，所以判鄭子厨無罪釋放。而他當時已被中國香港跳繩總會停止教練職務。其跳繩總會初級教練的身份至2014年9月才得以恢復。
在社區事務方面，鄭子厨在2014年至2015年度成為國際扶輪3450地區香港君域扶輪社社長，協助社區青年服務發展。現時，他在一些學校，如浸信會呂明才小學、光明英來學校、神召會康樂中學、佛教黃允畋中學等教授花式跳繩，並擔任校隊教練。也有到內地的學校（肇慶市端州區立仁實驗學校）出任體育教育教育顧問。之後升為該校的副校長。此前，他早於2000年代初將花式跳繩運動引進本地中小學，例如其母校打鼓嶺嶺英公立學校。

## 參與節目
- 2014年：《別有動天》（第6集，無綫電視）

## 外部連結
- 鄭子厨的Facebook專頁
- 跳繩教練Billy Sir - 鄭子厨（页面存档备份，存于）
- 捐褲浪花式冠全場 嶺英跳繩彈出新天地，香港蘋果日報，2005年7月14日（页面存档备份，存于）